# Reactor nuclear de IV generación
Los reactores nucleares de IV generación (Gen IV) son un conjunto de diseños teóricos de reactores nucleares actualmente bajo investigación. Para la mayor parte de estos diseños no se espera que estén disponibles para su construcción comercial antes del año 2030, con la excepción de una versión del Reactor de Temperatura Muy Alta (en inglés: Very High Temperature Reactor, VHTR) llamada la Planta Nuclear de la Siguiente Generación (en inglés: Next Generation Nuclear Plant, NGNP). La NGNP tiene que ser completada hacia el año 2021. Los actuales reactores en operación alrededor del mundo son generalmente considerados sistemas de segunda o tercera generación, con la mayor parte de los sistemas de primera generación habiendo sido retirados algún tiempo atrás. La investigación en estos tipos de reactores fue iniciada oficialmente por el Foro Internacional de la IV Generación (en inglés: Generation IV International Forum, GIF) basado en ocho metas tecnológicas, incluyendo la mejora de la seguridad nuclear, mejorar la resistencia a la proliferación, minimizar los desechos y la utilización de recursos naturales, y disminuir el costo de construir y operar tales plantas.
Los reactores están pensados para ser usados en plantas de energía nuclear para producir energía nuclear a partir de combustible nuclear.

## Tipos de reactores
Muchos tipos de reactores fueron considerados inicialmente; sin embargo, la lista fue achicada para enfocarse en las tecnologías más prometedoras y en aquellas que más probablemente podrían alcanzar las metas de la iniciativa de la IV Generación. Tres sistemas son nominalmente reactores térmicos y tres son reactores rápidos. El VHTR también está siendo investigado para potencialmente proveer calor de proceso de alta calidad para la producción de hidrógeno. Los reactores rápidos ofrecen la posibilidad de quemar actínidos para reducir aún más los desechos y ser capaces de generar más combustible del que ellos consumen. Estos sistemas ofrecen significativos avances en sustentabilidad, seguridad y confiabilidad, economía, resistencia a la proliferación y protección física.

### Reactores térmicos.

#### Reactor de Temperatura Muy Alta

Reactor de Temperatura Muy Alta (en inglés: Very-High-Temperature Reactor, VHTR).

El concepto del Reactor de Temperatura Muy Alta (en inglés: Very-High-Temperature Reactor, VHTR) usa un núcleo moderado por grafito con un ciclo de combustible de uranio de una sola pasada, usando helio o sal fundida como refrigerante. Este diseño de reactor prevé una temperatura de salida de 1.000 °C. El núcleo del reactor puede ser ya sea un bloque prismático o un diseño de reactor de lecho de bolas. Las altas temperaturas permiten aplicaciones tales como calor de proceso o producción de hidrógeno vía el proceso termoquímico de azufre-yodo. También sería seguro pasivamente.
La construcción planificada del primer VHTR, el Reactor Modular de Lecho de Bolas (en inglés: Pebble Bed Modular Reactor, PBMR) sudafricano, perdió el financiamiento gubernamental en febrero del 2010. Un pronunciado incremento en los costos y preocupaciones acerca de posibles problemas técnicos inesperados disuadieron a los potenciales inversores y clientes.

#### Reactor Enfriado por Agua Supercrítica

Reactor Enfriado por Agua Supercrítica (en inglés: Supercritical-Water-Cooled Reactor, SCWR).

El reactor de agua supercrítica (en inglés: Supercritical-Water-Cooled Reactor, SCWR) es un concepto que usa agua supercrítica como el fluido de operación. Los SCWR son básicamente reactores de agua ligera (en inglés: Light Water Reactor, LWR) operando a mayores presiones y temperaturas con un ciclo directo de una sola pasada. Como se concibe más comúnmente, operaría en un ciclo directo, muy parecido a un Reactor de Agua en Ebullición (en inglés: Boiling Water Reactor, BWR), pero dado que usa agua supercrítica (no confundir con masa crítica) como el fluido de operación, sólo tendría una fase presente, tal como el Reactor de Agua Presurizada (en inglés: Pressurized Water Reactor, PWR). Podría operar a temperaturas mucho más altas de los actuales PWR y BWR.
Los reactores enfriados por agua supercrítica son sistemas nucleares avanzados muy prometedores debido a su alta eficiencia termal (aproximadamente 45% contra los aproximadamente 33% de eficiencia para los actuales LWR) y considerable simplificación de la planta.
La principal misión del SCWR es la generación de electricidad a bajo costo. Está basado en dos tecnologías probadas, los LWR, que son los reactores de generación de energía más comúnmente desplegados en el mundo, y las calderas alimentadas por combustible fósil supercríticas, un gran número de las cuales también usadas alrededor del mundo. El concepto del SCWR está siendo investigado por 32 organizaciones en 13 países.

#### Reactor de Sal Fundida

Reactor de Sal Fundida (en inglés: Molten Salt Reactor, MSR).

Un reactor de sal fundida (en inglés: Molten-Salt Reactor, MSR) es un tipo de reactor nuclear donde el refrigerante es una sal fundida. Han existido muchos diseños que han usado este concepto y se han construido unos pocos prototipos. Los primeros conceptos y muchos de los actuales se basan en un combustible nuclear disuelto en una sal de fluoruro fundida tal como el tetrafluoruro de uranio (UF4) o tetrafluoruro de torio (ThF4), el fluido alcanzaría criticidad al fluir en un núcleo de grafito que también serviría como el moderador. Muchos de los actuales conceptos se basan en un combustible que está disperso en una matriz de grafito donde la sal fundida proporciona enfriamiento de baja presión y alta temperatura.

### Reactores rápidos

#### Reactor Rápido Enfriado por Gas

Reactor Rápido Enfriado por Gas (en inglés: Gas-Cooled Fast Reactor, GFR).

El sistema de un reactor rápido enfriado por gas (en inglés: Gas-cooled Fast Reactor, GFR) se caracteriza por tener un espectro de neutrones rápidos y un ciclo de combustible cerrado para una eficiente conversión de uranio fértil y la administración de los actínidos. El reactor es refrigerado por helio, con una temperatura de salida de 850 °C y usando una turbina de gas de ciclo Brayton directo para una alta eficiencia termal. Varias formas de combustible están siendo consideradas por su potencial para operar a temperaturas muy altas y para asegurar una excelente retención de los productos de la fisión: combustible de cerámica compuesta, partículas de combustible avanzadas, o elementos de revestimiento cerámico de compuestos actínidos. Las configuraciones del núcleo que están siendo consideradas están basadas en ensambles de combustible basados en pin- o placas o bloques prismáticos.

#### Reactor rápido enfriado por sodio

Reactor Rápido Enfriado por Sodio (en inglés: Sodium-Cooled Fast Reactor, SFR).

El reactor rápido enfriado por sodio es un proyecto que se apoya en otros dos proyectos existentes estrechamente relacionados, el reactor reproductor rápido (en inglés: Liquid Metal Fast Breeder Reactor, LMFBR) y el Reactor rápido integral.
Las metas son incrementar la eficiencia del uso del uranio al reproducir plutonio y eliminando la necesidad de que los isótopos transuránicos dejen el sitio de operación. El diseño del reactor usa un núcleo no moderado funcionando con neutrones rápidos, diseñado para permitir que cualquier isótopo transuránico sea consumido (y en algunos casos ser usado como combustible). Además a los beneficios de retirar los transuránicos de larga vida media del ciclo de los desechos, el combustible SFR se expande cuando el reactor se sobrecalienta, haciendo que la reacción en cadena automáticamente disminuya. De esta forma, es pasivamente seguro.
El reactor rápido integral (en inglés: Integral Fast Reactor, IFR) es un diseño para un reactor nuclear con un ciclo del combustible nuclear especializado. Un prototipo del reactor fue construido, pero el proyecto fue cancelado antes de que pudiera ser copiado en otra parte.
El concepto del reactor SFR es refrigerado por sodio líquido y alimentado por un combustible de una aleación metálica de uranio y plutonio. El combustible está contenido en acero revestido con sodio líquido rellenando el espacio entre los elementos de revestimiento que componente la estructura de ensamblado del combustible. Uno de los desafíos del diseño de un SFR es controlar los riesgos  de manejar sodio, que reacciona en forma explosiva cuando se pone en contacto con el agua. Sin embargo, el uso de metal líquido en vez de agua como refrigerante le permite al sistema trabajar a presión atmosférica, reduciendo el riesgo de fugas.

#### Reactor Rápido Enfriado por Plomo

Reactor Rápido Enfriado por Plomo (en inglés: Lead-Cooled Fast Reactor, LFR).

El reactor rápido enfriado por plomo (en inglés: Lead-cooled Fast Reactor, LFR) se caracteriza por usar un reactor enfriado por metal líquido de espectro de neutrones rápidos de plomo o plomo/bismuto eutéctico (LBE) con un ciclo de combustible cerrado. Las opciones incluyen un rango de capacidades de planta, incluyendo una batería de entre 50 a 100 MW de electricidad que tienen un muy grande intervalo de recarga de combustible, un sistema modular con capacidad de entre 300 a 400 MW, y una opción de una gran planta monolítica de 1.200 MW. El término batería se refiere al núcleo de fábrica de larga vida, y sin ninguna estructura para la conversión de energía electroquímica. El combustible es uranio fértil basado en metal o un metal o nitruro y en transuránicos. El LFR es refrigerado por convección natural con una temperatura de salida del reactor del refrigerante de 550 °C, posiblemente alcanzando hasta 800 °C con materiales avanzados. La temperatura más alta permite la producción de hidrógeno por procesos termoquímicos.

## Ventajas y desventajas
En relación con la actual tecnología de plantas de energía nuclear, los beneficios reivindicados para los reactores de cuarta generación incluyen:
- Desechos nucleares que duran (dependiendo de su clasificación) hasta unos pocos siglos en vez de milenios[3]
- 100-300 veces más de rendimiento de energía para la misma cantidad de combustible nuclear[4]
- La habilidad de consumir los desechos nucleares existentes para la producción de electricidad
- Mejorada seguridad de operación

Una desventaja de cualquier nueva tecnología de reactores son los incrementados riesgos de seguridad iniciales ya que los operadores tendrán poca experiencia con el nuevo diseño. El ingeniero nuclear David Lochbaum ha explicado que casi todos los accidentes nucleares serios han ocurrido con lo que ese momento era la tecnología más reciente. Él argumenta que el problema con los nuevos reactores y accidentes tiene dos partes: surgen escenarios que son imposibles de planificar en las simulaciones; y los humanos cometen errores. Como un director de un laboratorio de investigaciones estadounidense dijo, la fabricación, construcción, operación y mantenimiento de nuevos reactores encararán una fuerte curva de aprendizaje: las tecnologías avanzadas aumentarán el riesgo de accidentes y errores. La tecnología puede ser probada pero las personas no.
Otro conjunto de desventajas está relacionado al riesgo de usar sodio metálico como refrigerante. En el caso de una ruptura, el sodio reacciona explosivamente con el agua. Reparar las rupturas puede ser muy peligroso, ya que el gas noble argón también es utilizado para prevenir la oxidación del sodio. El argón es un asfixiante, así que los trabajadores pueden estar expuestos a este riesgo adicional. Este es un problema pertinente como puede ser testificado por los eventos en el Reactor Reproductor Rápido Prototipo en Tsuruga, Japón.

## Países participantes
- Argentina http://www.cnea.gov.ar/
- Canadá http://www.aecl.ca/
- China http://www.caea.gov.cn/n602669/n2231600/n2272156/n2272415/167948.html Archivado el 20 de marzo de 2011 en Wayback Machine.
- Unión Europea https://web.archive.org/web/20121001052333/http://www.euronuclear.org/1-information/generation-IV.htm
- Francia http://www.cea.fr/
- Japón https://web.archive.org/web/20110322191613/http://www.jaea.go.jp/english/
- Corea del Sur https://web.archive.org/web/20111122233641/http://www.mest.go.kr/index.html (Korean-only web site)
- Rusia https://web.archive.org/web/20110503204618/http://www.minatom.ru/en/
- Sudáfrica https://web.archive.org/web/20130125132921/http://www.eskom.co.za/live/index.php
- Suiza https://web.archive.org/web/20090422155441/http://www.psi.ch/index_e.shtml
- Reino Unido https://web.archive.org/web/20091217235855/http://www.dti.gov.uk/energy/sources/nuclear/technology/fission/page17924.html
- Estados Unidos https://web.archive.org/web/20070205115654/http://nuclear.energy.gov/genIV/neGenIV1.html

A los nueve países miembros fundadores del GIF se les unió Suiza en el año 2002, Euratom en el 2003 y más recientemente China y Rusia al final del año 2006.